# Monte del Lago
Monte del Lago è una frazione del comune di Magione in Provincia di Perugia.

## Storia
Monte Del Lago, situato in un piccolo promontorio nei pressi del Lago Trasimeno, venne fortificato nel XIV secolo e divenne sede amministrativa dei beni derivanti dal lago, durante la dominazione pontificia. 
Il nome trae origine dal latino Mons Fontegianus, ma durante il medioevo la località venne denominata semplicemente "monte", mentre in epoca moderna il termine latino fontegianus venne italianizzato in "del Lago".

## Economia
Le attività principali sono la pesca e la coltura  dell'ulivo; molto importante è anche il turismo, soprattutto estivo, legato ai monumenti del luogo e alla vicinanza al lago.

## Monumenti

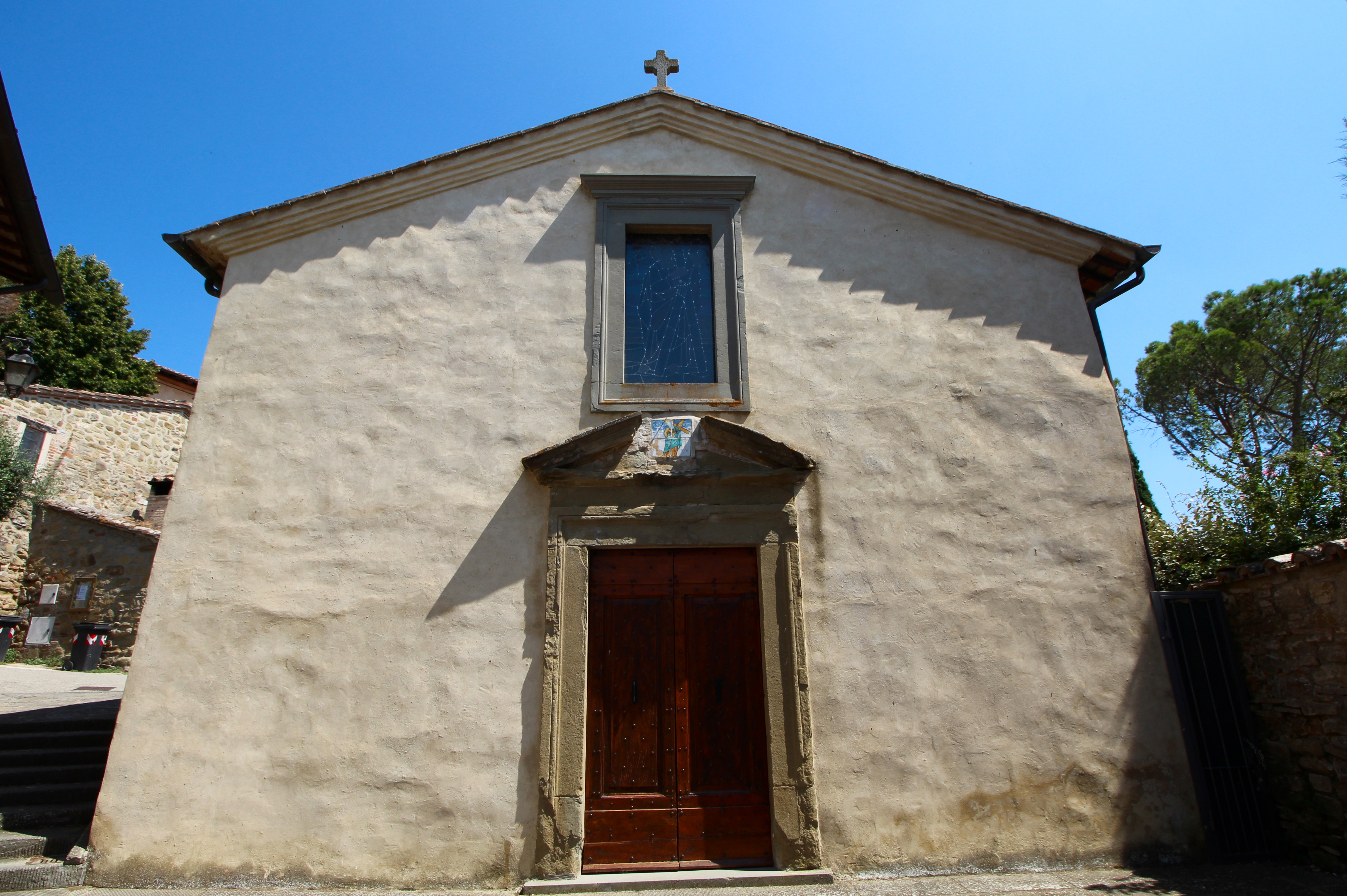
La chiesa di Sant'Andrea

Importante è la Chiesa di Sant'Andrea del XIV secolo, che presenta al suo interno affreschi del XV secolo. L'edificio è stato restaurato nel 1942. Degno di nota è l'affresco riguardante la Crocifissione, attribuito ad un artista del luogo. 
Altra celebre struttura è la Villa Palombaro Schnabl. La villa divenne proprietà del musicologo Riccardo Schnabl Rossi nel 1898, che ospitò frequentemente Puccini e altri artisti.